# Megachile nigrita
Megachile nigrita är en biart som beskrevs av Radoszkowski 1876. Megachile nigrita ingår i släktet tapetserarbin, och familjen buksamlarbin. Inga underarter finns listade i Catalogue of Life.